# Quake (série)
Quake é uma série de jogos eletrônicos de tiro em primeira pessoa e survival horror desenvolvida pela id Software, iniciada em 1996 e publicada anteriormente pela antiga GT Interactive, e a partir de 2010, pela Bethesda Softworks para várias plataformas. A série composta por Quake e suas sequências autônomas não lineares, que variam em cenário e enredo diferentes.
Quake foi criado como uma segunda franquia da série Doom de grande sucesso da id Software, que começou em 1993. Como uma nova série, ela se baseou na jogabilidade rápida, no mecanismo de jogo e nos recursos gráficos 3D do Doom. Ele também expandiu os recursos multijogador do Doom ao introduzir o multijogador online pela internet. Isso contribuiu para a popularidade da série Quake e a caracterizou como uma figura de proa nos jogos online. 

## Roteiro
Ao contrário da maioria das séries de jogos, Quake possui um roteiro que muda com freqüência entre os jogos; a história de Quake II não possui relação alguma com Quake, enquanto Quake III Arena possui pouco em comum com seus antecessores. Um dos motivos é que Quake II foi planejado originalmente para pertencer a outra série ("Quake II" era um título provisório), plano que foi cancelado após a id Software descobrir que a maioria dos nomes escolhidos já haviam sido registrados. 

Relação de jogos baseados no código de Quake

Quake conta a história de um soldado viajando entre dimensões alternativas para prevenir uma invasão demoníaca, roteiro similar ao do jogo Doom; Quake II se desenvolve em torno de um ataque a um planeta alienígena, Stroggos, em retaliação a um ataque à Terra, sem relação com o jogo anterior.  A maioria dos jogos seguintes na série seguem Quake II ao invés de Quake. 
Quake III não possui um roteiro, no entanto, a inclusão de personagens com os nomes de "Tank Jr." (nome de um inimigo em Quake II) e "Bitterman" (nome gravado na nave no começo de Quake II) ligam o jogo a Quake II (além também da inclusão do "Doomguy"). Os personagens "Ranger e Wrack" que vestem uma armadura semelhante à usada pelo protagonista em Quake mostram que Quake III Arena' reúne personagens de jogos anteriormente sem relação direta.  Quake Champions é na mesma linha, trazendo de volta alguns dos personagens de Quake III, includindo o Ranger de Quake e o Doomguy (agora "Doom Slayer" para encaixar na versão do Doom de 2016), e também tendo a adição de B. J. Blazkowicz da série Wolfenstein.
Quake 4 dá seqüência ao roteiro de Quake II, detalhando o ataque final em Stroggos. 

## Jogos publicados
Cada jogo da franquia Quake compartilha uma base na jogabilidade de tiro em primeira pessoa. No entanto, a série carece de uma narrativa singular em todas as suas entradas. Existem duas grandes histórias dentro da franquia, assim como a série Arena, que se concentra principalmente na jogabilidade multijogador.

### Série principal
- Quake (1996)
  - Quake Mission Pack 1: Scourge of Armagon (1997)[7]
  - Quake Mission Pack 2: Dissolution of Eternity (1997)[8]
  - Dimension of the Machine (2021)
- Quake II (1997)[3]
  - Quake II Mission Pack: The Reckoning (1998)[9]
  - Quake II Mission Pack: Ground Zero (1998)[10]
  - Call of the Machine (2023)
- Quake III Arena (1999)[4]
  - Quake III: Team Arena (2000)[11]
- Quake 4 (2005)[6]
- Quake Champions (2017)[12]

### Jogos relacionados
- Quake Mobile (2005)[13]
- Enemy Territory: Quake Wars (2007)[14]
- Quake Live[15]
- Quake Arena DS[16]

## Ligações Externas
- Site oficial do Quake em Português do Brasil